# Spechtshorn

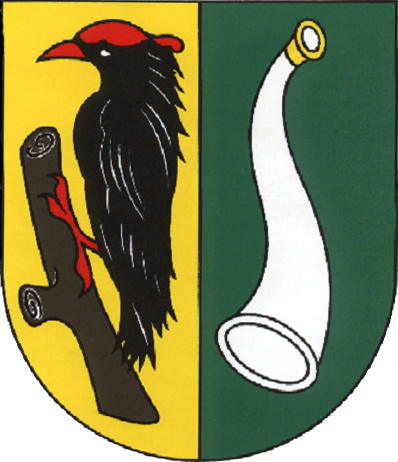
Wappen Spechtshorns
Beschreibung

Spechtshorn ist ein Ortsteil der Gemeinde Hohne in der Samtgemeinde Lachendorf im Landkreis Celle, Niedersachsen.

## Geografie
Spechtshorn liegt am südlichen Rand des eiszeitlichen Höhenzuges Schmarloh, östlich vom Spetzenbach, der südwestlich in die Wiehe fließt, einem rechten Nebenfluss des Schwarzwassers.

## Geschichte
Die Herren von Oesingen hatten Güter und Zehnten in Lüsche, Klein Hehlen, Räderloh, Habighorst und das Vorwerk in Spechtshorn. Dieses Vorwerk, Sattelhof genannt, wurde 1213 das erste Mal erwähnt.
Die Grafen von Wölpe bei Nienburg (Weser) besaßen bis zum Jahre 1301 eines der Gehöfte in Spechtshorn und haben es als Lehen vergeben. Am 26. Januar 1302 erwarb es der Herzog Otto II. von Braunschweig-Lüneburg käuflich.
Die Spechtshorner Dorfchronik, zusammengestellt und verfasst von Karl-Heinrich Dralle, wurde 1997 veröffentlicht.
Spechtshorn hatte 1606 sieben Kötnerstellen; drei Besitzer waren in den Musterrollen von 1605/06 zum Dienst mit der Büchse, die anderen vier aber mit Hellebarden ausgemustert.
Im „Statistischen Handbuch für das Königreich Hannover“ von Harseim und Schlüter aus dem Jahre 1848 heißt es über Spechtshorn:
11. Hohne (Landesherr).

Eingepfarrt sind: Pollhöfen, Spechtshorn, Ummern und Feikenhof.

(...)

1 Schule in Hohne, wozu auch das dasige adel. Gut gehört. 1 Schule in Pollhöfen. 1 Schule in Spechtshorn, wozu auch Feikenhof gehört. 1 Schule in Ummern (Landesherr).
Am 1. Januar 1973 wurde Spechtshorn in die Gemeinde Hohne eingegliedert.
Bis in die frühen 1990er Jahre förderte die DEA in und um Spechtshorn (u. a. im Schmarloh) an verschiedenen Stellen Erdöl. Die vielen grünen Pumpen bestimmten über Jahre einen Teil des Dorfbilds.

### Religionen
Die meisten Einwohner gehören der evangelisch-lutherischen Kirchengemeinde Hohne an.

### Wappen
In Gold und Grün gespalten, im [heraldisch] rechten Feld ein auf einem braunen gestümmelten Ast aufgebaumter, naturfarbener Buntspecht; im [heraldisch] linken Feld ein umgekehrtes silbernes Horn mit goldenem Mundstück.
Das Wappen ist ein redendes Wappen.
Spechtshorn bedeutet Spechtswald. Das Hirtenhorn im Wappen weist auf die Hute- und Weiderechte der Allmende hin.

## Kultur und Sehenswürdigkeiten
Im Schmarloh, einige Kilometer außerhalb von Spechtshorn, findet sich mitten in der Feldmark eine Klanginstallation, bei der eine Geschichte der Region, „Jasper slütt den Smarloh tau“, erzählt wird. In größere Feldsteine eingebaute Lautsprecher flüstern die Erzählung in die Landschaft. Die Steine sind Teil des regionalen (Rad-)Rundwegs der Magischen Orte.
Die Installation wurde schon häufiger Opfer von Vandalismus.

### Bauwerke
Das in neuerer Zeit errichtete Haus am Spetzen ersetzt seit einigen Jahren das ursprüngliche Dorfgemeinschaftshaus, das inzwischen von einigen Einwohnern in ein Museum über die Ölförderung in der Region um und in Spechtshorn selbst umgestaltet wurde.
Eine echte, heute allerdings nur noch zur Anschauung betriebene Förderpumpe („Pferdekopf“) wurde vor dem Ölmuseum errichtet.

### Vereine, öffentliche Einrichtungen
Der Heimatverein des Ortes verwaltet das Haus am Spetzen und setzt sich für ein ansehnliches Dorfbild und ein geselliges Miteinander in der Dorfgemeinschaft ein.
In Spechtshorn existiert die im Jahr 1954 gegründete Freiwillige Feuerwehr Spechtshorn, die für den Brandschutz und die allgemeine Hilfe sorgt. Ferner gibt es einen Schießsport- und auch einen Schützenverein. Die Schützengilde Spechtshorn von 1812 e.V. wurde 2011 als Zusammenschluss der Schiessgruppe von 1978 e.V. und der freien Schützengilde von 1812 neu organisiert, 2012 wurde das 200-jährige Jubiläum gefeiert.

### Naturdenkmäler
Die Torfkuhle, ein Niedermoorteich an der nördlichen Grenze von Spechtshorn, ist heute ein beliebter Ort zum Schlittschuhlaufen und lieferte früher Brennstoff für die Region.
Spechtshorn liegt am Schmarloh, einer Kulturlandschaft, die auch wichtiges Vogelzugs- und Brutgebiet ist.

### Sport
Schießsport betreiben die Schützengilde Hohne von 1708 e.V. und die Schießgruppe Spechtshorn von 1978 e.V.
Weiterhin gibt es den Sportverein TuS Hohne-Spechtshorn.
Die Gesangssportgruppe Spechtshorn (GSGS) wurde 2007 als Vereinigung zur Förderung der Sangeslust in der Schützengilde gegründet.

### Regelmäßige Veranstaltungen
Die Schützengilde Spechtshorn veranstaltet alle zwei Jahre ihr Schützenfest.